# Сундоба (приток Иды)
Сундоба — река в Костромской области России, протекает по территории Солигаличского и Чухломского районов. Устье реки находится в 14 км по правому берегу реки Иды. Длина реки составляет 63 км, площадь водосборного бассейна — 367 км².

## Притоки (км от устья)
- 25 км: река Хмелевка (лв.)
- 43 км: река Юрманга (лв.)

## Данные водного реестра
По данным государственного водного реестра России относится к Верхневолжскому бассейновому округу, водохозяйственный участок реки — Унжа от истока и до устья, речной подбассейн реки — Бассей притоков Волги ниже Рыбинского водохранилища до впадения Оки. Речной бассейн реки — (Верхняя) Волга до Куйбышевского водохранилища (без бассейна Оки).
По данным геоинформационной системы водохозяйственного районирования территории РФ, подготовленной Федеральным агентством водных ресурсов:
- Код водного объекта в государственном водном реестре — 08010300312110000015143
- Код по гидрологической изученности (ГИ) — 110001514
- Код бассейна — 08.01.03.003
- Номер тома по ГИ — 10
- Выпуск по ГИ — 0